# Tramvajová doprava v Lipecku

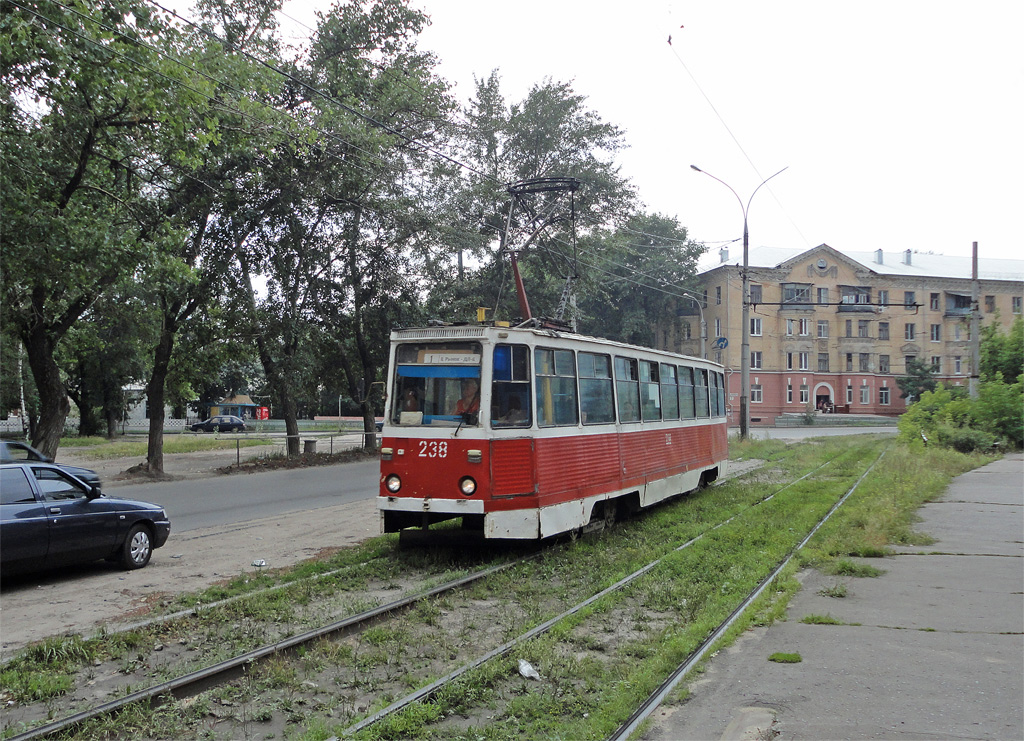
Tramvaj KTM-5 v Lipecku

Lipeck, oblastní město v evropské části Ruska, s celkem 521 600 obyvateli, obsluhuje tramvajová síť. Jedná se o síť relativně malou, s pouhými několika fungujícími linkami.

## Historie
První tramvaje vyjely na místní síť 11. prosince 1947. Její první trať vedla od současné vozovny k závodu Spiritzavod. Jednalo se o trať jednokolejnou, s několika výhybnami. Její součástí byl i úsek vedený přes řeku Voroněž; most však v této době ještě nebyl dokončen, a tak byly tramvaje převáženy po nějakou dobu loděmi. V této době totiž vznikl Novolipecký závod a nedaleké sídliště, jež právě potřebovaly zajistit dopravní obsluhu. 
Trať přes most (který je dnes pojmenován po Petrovi I.) však byla již v 80. letech nevyhovující; proto byla přemístěna na most nový (Okťabrský). Doprava se zrychlila v řádu desítek minut; vznikla rovněž i druhá vozovna (v roce 2002 zrušena). Naopak vozovna nejstarší byla zrekonstruována. Po roce 1991 nastala jistá úsporná opatření, jež vedla k snížení počtu vypravovaných vozů a zrušení nevytížených spojů. Posíleny byly naopak nesouběhové trasy.

## Vozový park
V současné době[kdy?] jsou v Lipecku vypravovány tramvaje typů KTM-5, KTM-8 a Tatra T6B5, z jediné vozovny. Do roku 1995 fungovaly v provozu i tramvaje typu RVZ-6. V současné době se počet vozů pohybuje kolem padesáti.